# لو پک
لو پک (به فرانسوی: Le Pecq) یک بخش در شهرستان ایولین در ناحیه ایل-دو-فرانس با جمعیت ۱۵٬۷۱۶ نفر در کشور فرانسه واقع شده‌است.

## شهرهای خواهرخوانده
لو پک با سه شهر جهان خواهرخوانده است:
| شهر خواهرخوانده | ایالت/منطقه            | کشور     |
| --------------- | ---------------------- | -------- |
| آرانخوئز        | مادرید                 | اسپانیا  |
| بارنز           | ریچموند آپون تیمز لندن | بریتانیا |
| هنف             | نوردراین-وستفالن       | آلمان    |